# Эттрингит
Эттринги́т — гидросульфоалюминат кальция, минерал с формулой Ca6Al2(SO4)3(OH)12·26H2O.
Этот минерал с цветом от бесцветного до жёлтого кристаллизуется в тригональной системе. Призматические кристаллы обычно бесцветные, белеют в местах частичной дегидратации. Является частью группы эттрингита, которая включает и другие сульфаты, такие как таумасит и бенторит.

## Открытие

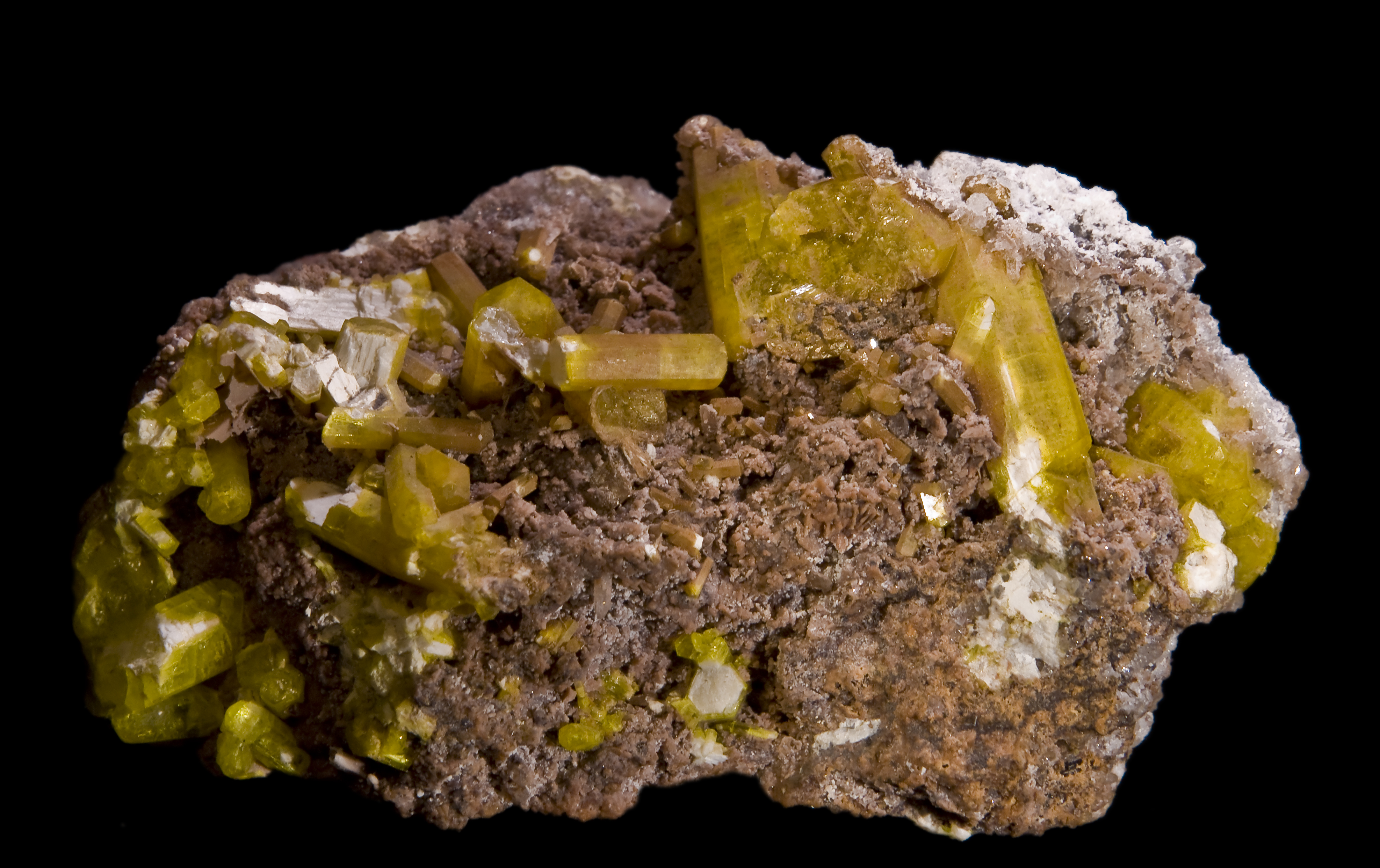
Эттрингит, 6,5×3,2 см. Шахта Н’Chwaning, Марганцевые месторождения Калахари, Северо-Капская провинция, Южная Африка

Эттрингит впервые был описан в 1874 году Ж. Леманном (J.Lehmann) в месторождении у вулкана Беллерберг (Ettringer Bellerberg), Этринген, Рейнланд-Пфальц, Германия. Он образуется в метаморфически изменённом известняке, прилегающем к магматическим интрузивным породам или в ксенолитах. Также он возникает при выветривании корок ларнита в формации Хатрурим в Израиле. Его образование связано с портландитом, афвилитом и гидрокалюмитом в Скаут-Хилл, Ирландия и с афвилитом, гидрокалюмитом, майенитом и гипсом в формации Хатрурим. Сообщалось также об обнаружении в карьере Цальберг, Марольдсвайзах, Бавария; в Boisséjour, вблизи г. Клермон-Ферран, Пюи-де-дом, Овернь, Франция; в шахте N’Chwaning, район Куруман, Капская провинция, Южная Африка; в США экземпляры были найдены в сперрит-мервинит-геленитовом скарне на уровне 910 карьера Commercial, Crestmore, Риверсайд, Калифорния и в шахте Lucky Cuss, Тумстон, Кочайз, Аризона.